# Хамелюк Владислав Русланович
Владислав Русланович Хамелюк (нар. 4 травня 1998, Кам'янець-Подільський, Хмельницька область, Україна) — український футболіст, центральний півзахисник.

## Життєпис

### Ігрова кар'єра
Вихованець кам'янець-подільської ДЮСШ. У ДЮФЛУ виступав у складі моршинської «Скали» та запорізького «Металурга». Залучався також до матчів юнацької команди «Металурга». У лютому 2016 року перейшов до одеського «Чорноморця». Спочатку виступав за юнацьку та молодіжні команди клубу у юнацькому (U-19) та молодіжному чемпіонатах України. У лютому та березні 2017 року зіграв два матчі у складі збірної України U-19.
За першу команду «моряків» дебютував 17 березня 2018 року в програному домашньому поєдинку 32-го туру УПЛ проти кам'янської «Сталі» (0:1). Владислав вийшов на поле на 71-й хвилині, замінивши Івицю Жунича. Всього у складі основної команди «моряків» Владислав провів 47 матчів в усіх турнірах, в яких відзначився двома голами та чотирма результативними передачами.
У 2021 році виступав у прем'єр-лігових клубах «Олімпік» (Донецьк) та «Львів». У 2022 році кар'єру мав продовжити у складі «Динамо-Берестя», проте через повномасштабне російське вторгнення в Україну відмовився виступати за білоруську команду та виїхав до Литви, де 8 квітня 2022 року офіційно став гравцем литовського клубу А-ліги «Йонава», в складі якого провів 12 матчів (1 гол) в чемпіонаті країни та 2 поєдинки в національному кубку.
Сезон 2022/23 та першу частину кампанії 2023/24 Владислав провів у складі черкаського «ЛНЗ», за який загалом зіграв у 22 матчах та записав у свій актив два голи та дві гольові передачі. В січні 2024 року підписав контракт із першоліговим футбольним клубом «Буковина».

## Досягнення
- Бронзовий призер Першої ліги України: 2022/23
- Півфіналіст Кубка України: 2024/25

## Статистика
Станом на 1 липня 2025 року
Статистика виступів на дорослому рівні
| Сезон   | Клуб                  | Ліга         | Чемпіонат | Чемпіонат | Кубок | Кубок |
| Сезон   | Клуб                  | Ліга         | Ігри      | Голи      | Ігри  | Голи  |
| ------- | --------------------- | ------------ | --------- | --------- | ----- | ----- |
| 2017/18 | «Чорноморець» (Одеса) | Прем'єр-ліга | 4         | 0         | 0     | 0     |
| 2018/19 | «Чорноморець» (Одеса) | Прем'єр-ліга | 8 / 2     | 0         | 0     | 0     |
| 2019/20 | «Чорноморець» (Одеса) | Перша ліга   | 27        | 2         | 1     | 0     |
| 2020/21 | «Чорноморець» (Одеса) | Перша ліга   | 3         | 0         | 2     | 0     |
| 2020/21 | «Олімпік» (Донецьк)   | Прем'єр-ліга | 4         | 1         | 0     | 0     |
| 2021/22 | «Львів»               | Прем'єр-ліга | 2         | 0         | 0     | 0     |
| 2022    | «Йонава»              | А-ліга       | 12        | 1         | 2     | 0     |
| 2022/23 | «ЛНЗ» (Черкаси)       | Перша ліга   | 16 / 1    | 2         | 0     | 0     |
| 2023/24 | «ЛНЗ» (Черкаси)       | Прем'єр-ліга | 5         | 0         | 0     | 0     |
| 2023/24 | «Буковина» (Чернівці) | Перша ліга   | 6         | 0         | 0     | 0     |
| 2024/25 | «Буковина» (Чернівці) | Перша ліга   | 18        | 0         | 5     | 0     |

| - Прем'єр-ліга: 23 матчі - 1 гол; - УПЛ (Плей-оф): 3 матчі - 0 голів; | - Перша ліга: 70 матчів - 4 голи; - Кубок України: 8 матчів - 0 голів; |  |

Статистика виступів на юнацько-молодіжному рівні
| Турніри             | Матчі | Кількість забитих м'ячів |
| ------------------- | ----- | ------------------------ |
| Прем'єр-ліга (U-21) | 80    | 13                       |
| Прем'єр-ліга (U-19) | 27    | 3                        |
| ДЮФЛ                | 70    | 8                        |